# Ptychadena pumilio
Ptychadena pumilio är en groddjursart som först beskrevs av George Albert Boulenger 1920.  Ptychadena pumilio ingår i släktet Ptychadena och familjen Ptychadenidae. IUCN kategoriserar arten globalt som livskraftig. Inga underarter finns listade i Catalogue of Life.